# U 191
U 191 war ein deutsches Unterseeboot der Klasse IX C/40 der Kriegsmarine im Zweiten Weltkrieg.

## Geschichte des Bootes
Das U-Boot wurde am 4. November 1940 zusammen mit 11 anderen Booten in Auftrag bei der Deschimag-Werft in Bremen gegeben. Die Kiellegung als Neubau 1037 begann am 2. November 1941, der Stapellauf erfolgte am 3. Juli 1942 und die Indienststellung unter dem Kommando von Kapitänleutnant Helmut Fiehn fand am 20. Oktober 1942 statt. Als Bootswappen sollen Boot und Besatzung eine Krone mit dem Text „Fürst Wittgenstein“ darüber geführt haben. Vom 21. Oktober 1942 bis zum 10. März 1943 führte das Boot verschiedene Übungen in der Ostsee zur Ausbildung der Besatzung mit der 4. U-Flottille durch, bevor das OKM U 191 der 2. U-Flottille in Lorient als Frontboot überstellte.

## Einsatz
U 191 verließ am 11. März 1943 um 08:00 Uhr den Hafen von Kiel zur Ersten Unternehmung, und verlegte zunächst nach Kristiansand, wo nochmals Brennstoff ergänzt wurde, bevor Kapitänleutnant Fiehn Bergen anlief, wo man die Stevenrohre neu verpackte. Anschließend operierte das U-Boot auf der 41 Tage langen Fahrt im Nordatlantik, südlich von Island, südöstlich von Grönland und östlich von Neufundland mit den U-Boot-Gruppen Seeteufel, Löwenherz, Lerche und Meise. Vor dem Verlust des Bootes versenkte Kapitänleutnant Fiehn am 21. April um 18:30 Uhr den norwegischen Motorfrachter Scebeli mit 3.025 BRT. Der Frachter riss 2 Mitglieder seiner Besatzung mit in die Tiefe, während die anderen 39 Mitglieder überlebten und gerettet wurden.

## Untergang
Am 23. April 1943 operierte U 191 gegen den Geleitzug ONS-4, als es von dem britischen Zerstörer Hesperus und der britischen Fregatte Clemantis geortet, mit Hedgehogs angegriffen und zerstört wurde. Die Versenkung von U 191 wurde zum ersten erfolgreichen Einsatz des Hedgehogs gegen ein feindliches Unterseeboot im Zweiten Weltkrieg. Es war ein Totalverlust mit 55 Toten.